# Ligne Keiō Dōbutsuen
La ligne Keiō Dōbutsuen (京王動物園線, Keiō Dōbutsuen-sen) est une courte ligne ferroviaire de la compagnie privée Keiō à Hino dans la préfecture de Tokyo au Japon. Elle relie la gare de Takahatafudō à celle de Tama-Dōbutsukōen. C'est une branche de la ligne Keiō.

## Histoire
La ligne a été inaugurée le 29 avril 1964.

## Caractéristiques

### Ligne
- Longueur : 2,0 km
- Écartement : 1 372 mm
- Alimentation : 1 500 Vcc par caténaire
- Nombre de voies : voie unique

### Liste des gares
La ligne ne comporte que 2 gares.
| Numéro | Gare             | Nom japonais | Distance (km) | Correspondances                                        | Localisation |
| ------ | ---------------- | ------------ | ------------- | ------------------------------------------------------ | ------------ |
| KO-29  | Takahatafudō     | 高幡不動     | 0             | Keiō : ligne Keiō (interconnexion) Monorail Tama Toshi | Hino         |
| KO-47  | Tama-Dōbutsukōen | 多摩動物園   | 2,0           | Monorail Tama Toshi                                    | Hino         |